# Ајхенбах
Ајхенбах (њем. Eichenbach) општина је у њемачкој савезној држави Рајна-Палатинат. Једно је од 74 општинска средишта округа Арвајлер. Према процјени из 2010. у општини је живјело 66 становника. Посједује регионалну шифру (AGS) 7131021.

## Географски и демографски подаци
Ајхенбах се налази у савезној држави Рајна-Палатинат у округу Арвајлер. Општина се налази на надморској висини од 380 метара. Површина општине износи 5,0 km². У самом мјесту је, према процјени из 2010. године, живјело 66 становника. Просјечна густина становништва износи 13 становника/km².